# Як зберегти шлюб і зруйнувати ваше життя
Як зберегти шлюб і зруйнувати ваше життя (англ. How to Save a Marriage and Ruin Your Life) — фільм 1968 року режисера Філдера Кука з Діном Мартіном, Стеллою Стівенс, Елаєм Воллаком та Енною Джексон в головних ролях.

## Сюжет
Девід Слоун (Дін Мартін) — адвокат і холостяк, чий одружений приятель Гаррі Гантер (Елай Воллак) втрапив у пригоду. Девід вирішує допомогти йому, щоб Гаррі не зіпсував своє подружнє життя.
Задум передбачає вступити у гру з коханкою Гаррі. Девід зустрічає привабливу співробітницю Гаррі, Керол Корман (Стелла Стівенс), та вирішує зруйнувати її інтрижку з Гаррі один раз і назавжди.
План Девіда йде не так, тому що він має справу не з тією жінкою. Справжньою коханкою Гаррі є сусідка Керол, Мюріель Ласло (Енн Джексон). Як тільки він дізнається (випадково), що вона зустрічається з іншим чоловіком, Гаррі вирішує дати своєму з Мері шлюбом ще одну спробу.
Керол і Мюріель починають розуміти, що сталося. Вони вирішують об'єднатися, щоб відплатити Девіду і Гаррі.

## В ролях
- Дін Мартін — Девід Слоун
- Стелла Стівенс[en] — Керол Корман
- Елай Воллак — Гаррі Гантер
- Енн Джексон[en] — Мюріель Ласло
- Бетті Філд — Тельма
- Джек Альбертсон — Містер Слоткін
- Катарін Бард — Мері Гантер
- Вудров Парфрі[en] — Едді Ранкін
- Алан Оппенгеймер[en] — Еверетт Бауер
- Шеллі Моррісон[en] — Марсія Борі
- Джордж Фюрт[en] — Роджер